# Клима Гане
Клима Гане је тропска. Источна обала је топла и донекле сува, док југозападни део државе има високе температуре и велику влажност. Север је топао и сув. Гана се излази на Гвинејски залив, само пар степени северно од екватора, што држави даје високе температуре током целе године.

## Климатологија
Клима Гане је тропска, а издвајају се два годишња периода године: влажни и суви период. Северна Гана доживљава кишни период од априла до средине октобра, докле у јужно Гани он почиње у Марту, а завршава се средином Новембра. Тропска клима Гане је гледајући географску ширину релативно блага. Харматан, суви пустињски ветар, дува у правцу североистока од децембра до марта, смањујући влажност давајући топлије дане, а хладније ноћи северу државе. Просечна дневна температура варира од 30°C у току дана, док у току ноћи просечна температура износи 24 °C. Просечна влажност је између 77 и 85%. На југу постоје два влажна периода: од Априла до Јуна и од Септембра до Новембра. Падавине варирају од 78 до 216 центиметара годишње.
| Клима Ghana                   | Клима Ghana  | Клима Ghana  | Клима Ghana  | Клима Ghana   | Клима Ghana   | Клима Ghana   | Клима Ghana   | Клима Ghana | Клима Ghana   | Клима Ghana   | Клима Ghana  | Клима Ghana  | Клима Ghana      |
| Показатељ \ Месец             | .Јан.        | .Феб.        | .Мар.        | .Апр.         | .Мај.         | .Јун.         | .Јул.         | .Авг.       | .Сеп.         | .Окт.         | .Нов.        | .Дец.        | .Год.            |
| ----------------------------- | ------------ | ------------ | ------------ | ------------- | ------------- | ------------- | ------------- | ----------- | ------------- | ------------- | ------------ | ------------ | ---------------- |
| Максимум, °C (°F)             | 30,1 (86,2)  | 31,2 (88,2)  | 31,6 (88,9)  | 31,0 (87,8)   | 30,0 (86)     | 28,3 (82,9)   | 27,1 (80,8)   | 26,8 (80,2) | 27,4 (81,3)   | 28,6 (83,5)   | 30,0 (86)    | 29,5 (85,1)  | 29,2 (84,6)      |
| Минимум, °C (°F)              | 24,5 (76,1)  | 25,8 (78,4)  | 26,2 (79,2)  | 26,2 (79,2)   | 25,4 (77,7)   | 24,6 (76,3)   | 23,5 (74,3)   | 23,2 (73,8) | 23,6 (74,5)   | 24,2 (75,6)   | 24,3 (75,7)  | 24,1 (75,4)  | 24,6 (76,3)      |
| Количина кише, mm (in)        | 13,6 (0,535) | 40,3 (1,587) | 88,2 (3,472) | 115,7 (4,555) | 160,7 (6,327) | 210,4 (8,283) | 121,3 (4,776) | 88,9 (3,5)  | 133,0 (5,236) | 128,1 (5,043) | 56,5 (2,224) | 24,6 (0,969) | 1.184,1 (46,618) |
| Дани са кишом                 | 2            | 2            | 5            | 7             | 11            | 14            | 7             | 6           | 8             | 9             | 4            | 2            | 77               |
| Релативна влажност, %         | 79           | 77           | 77           | 80            | 82            | 85            | 85            | 83          | 82            | 83            | 80           | 79           | 85               |
| Сунчани сати — месечни просек | 214          | 204          | 223          | 213           | 211           | 144           | 142           | 155         | 171           | 220           | 240          | 235          | 2.372            |
| Извор: weatherbase.com        |              |              |              |               |               |               |               |             |               |               |              |              |                  |